# Dereń kwiecisty

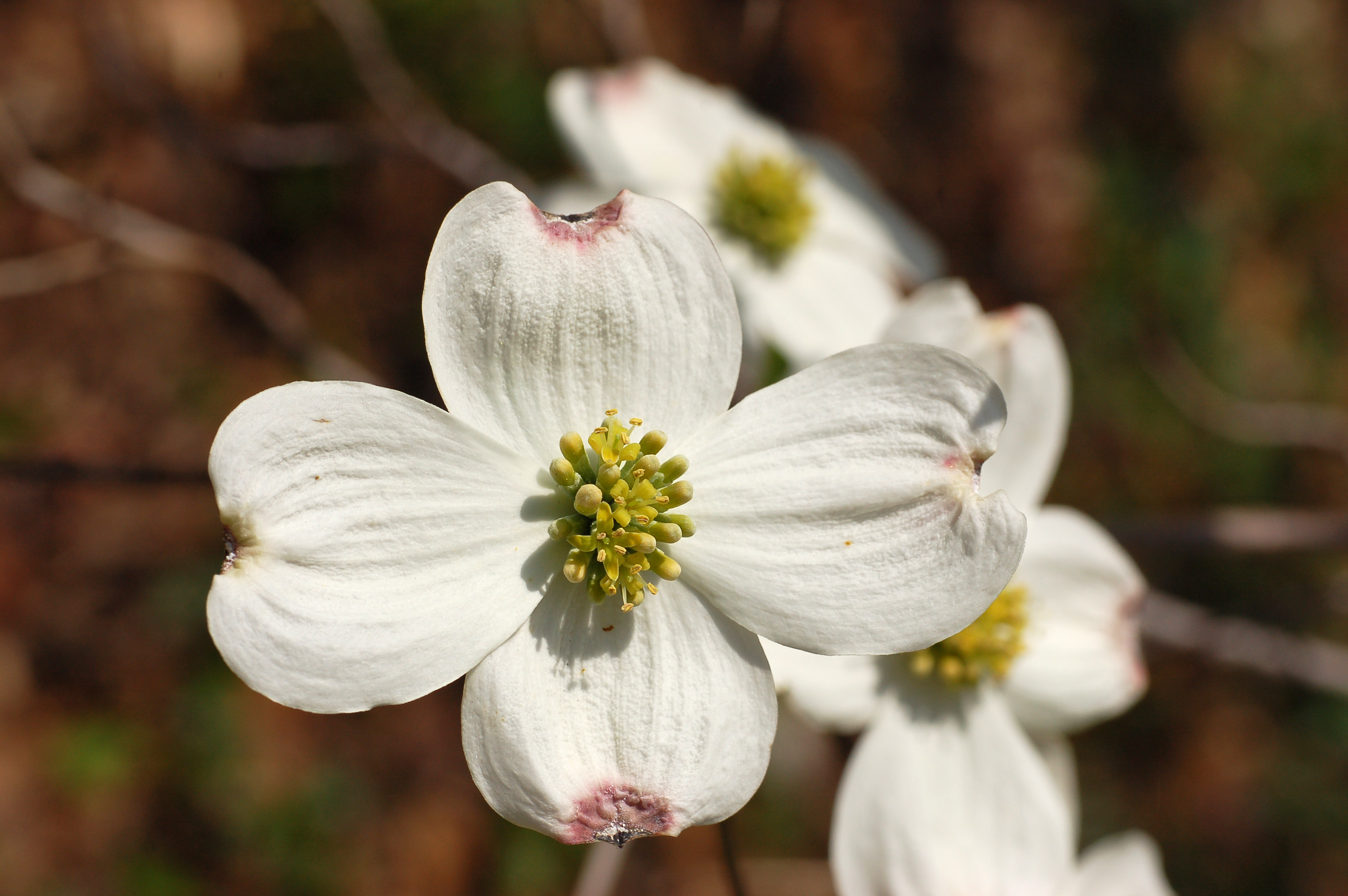
Kwiatostan derenia kwiecistego

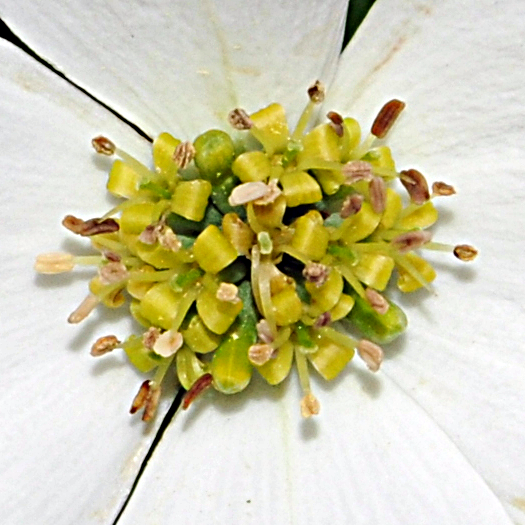
Zbliżenie na kwiatostan derenia kwiecistego

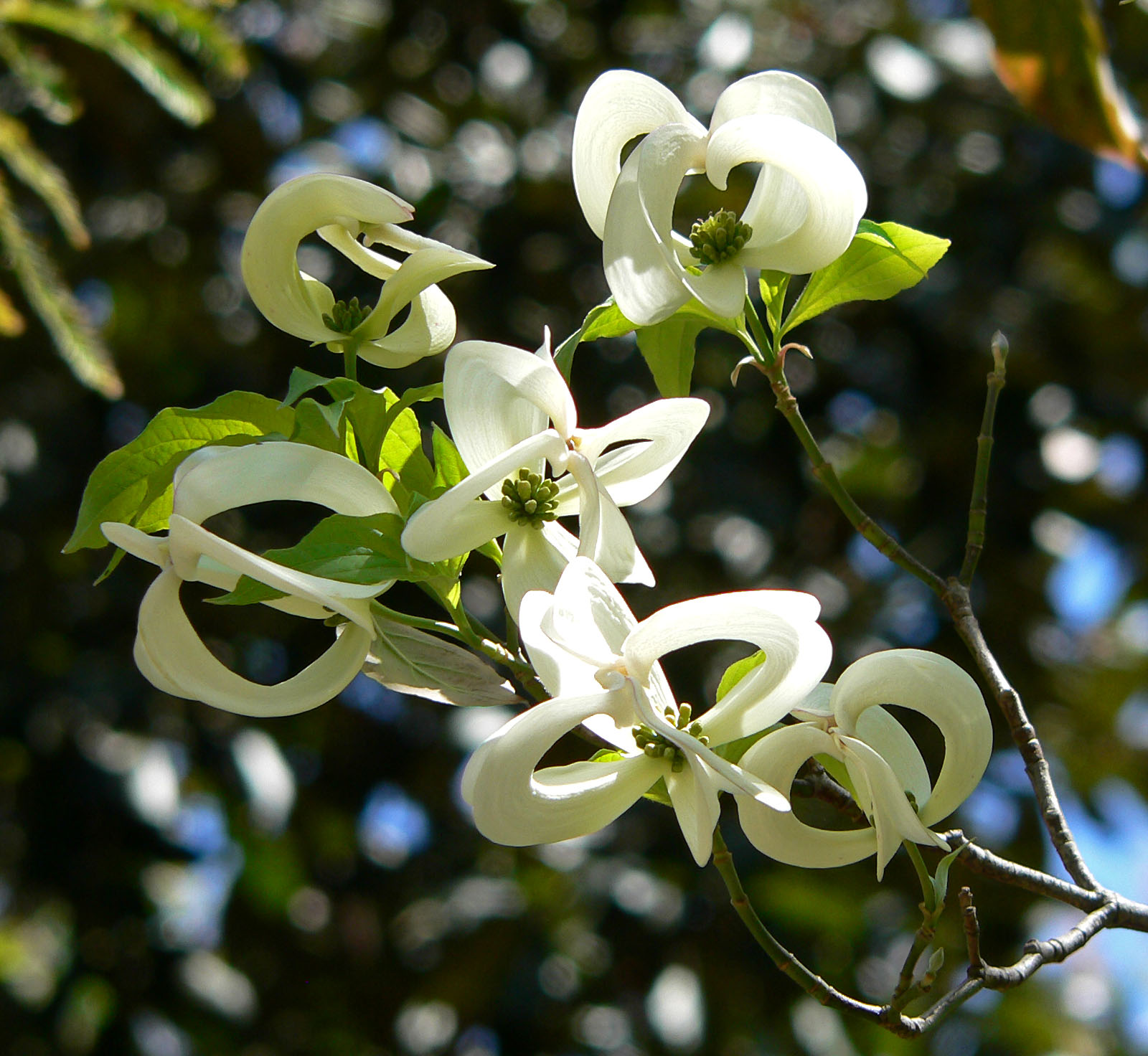
Kwitnąca odmiana botaniczna 'Cornus florida ssp. urbiniana'

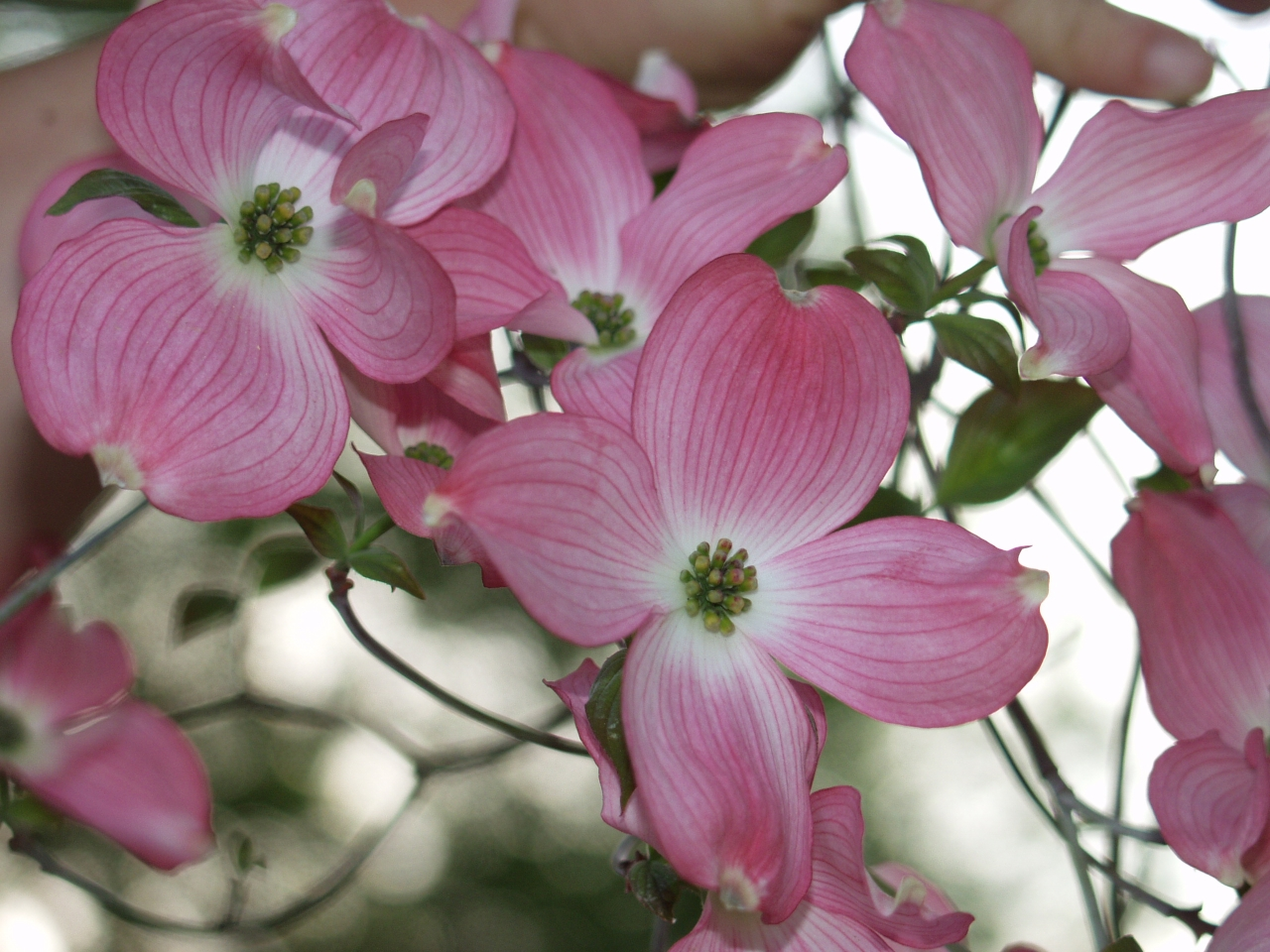
Kwiatostany odmiany 'Cornus florida rubra'

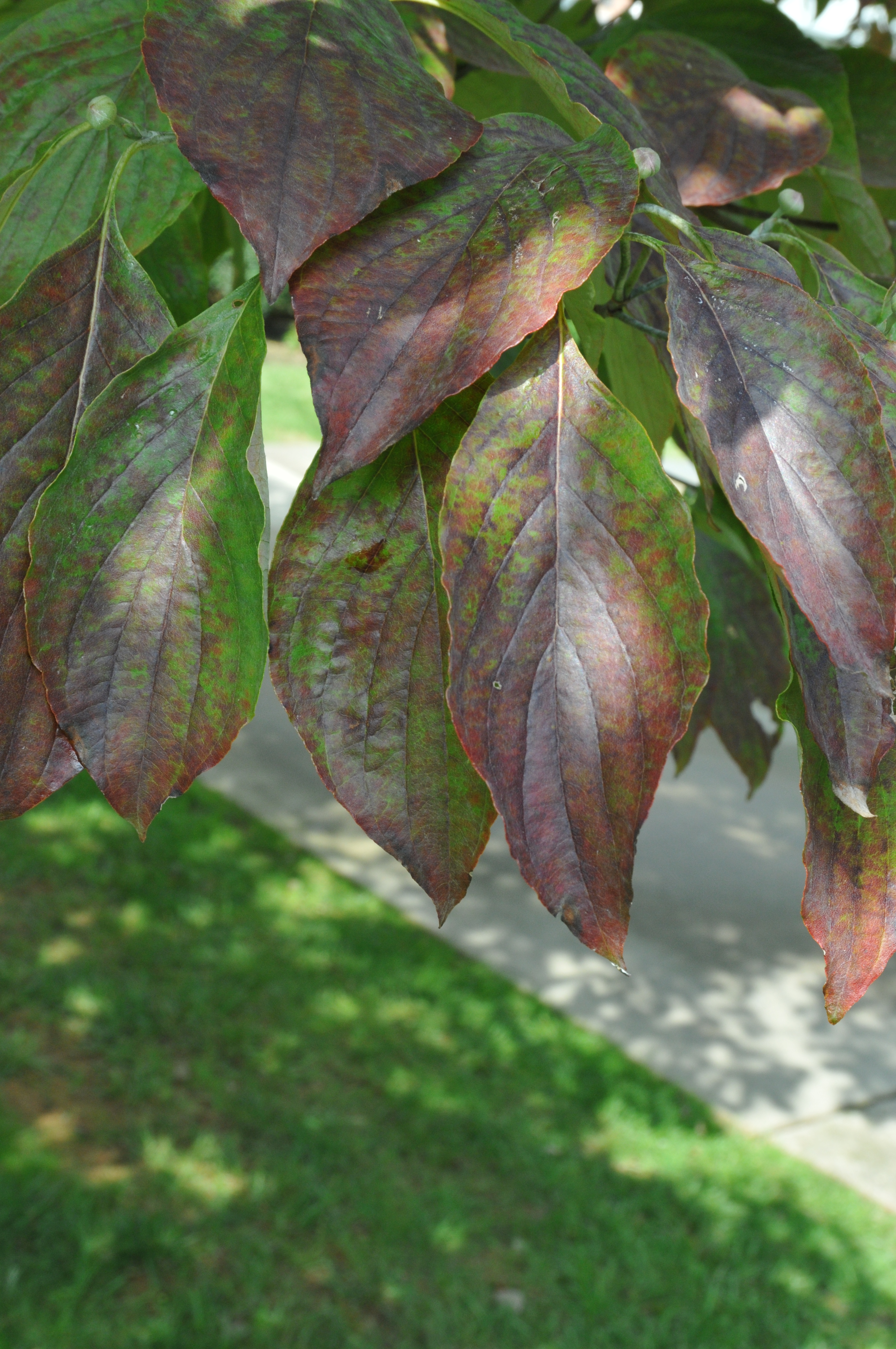
Liście derenia kwiecistego wczesną jesienią

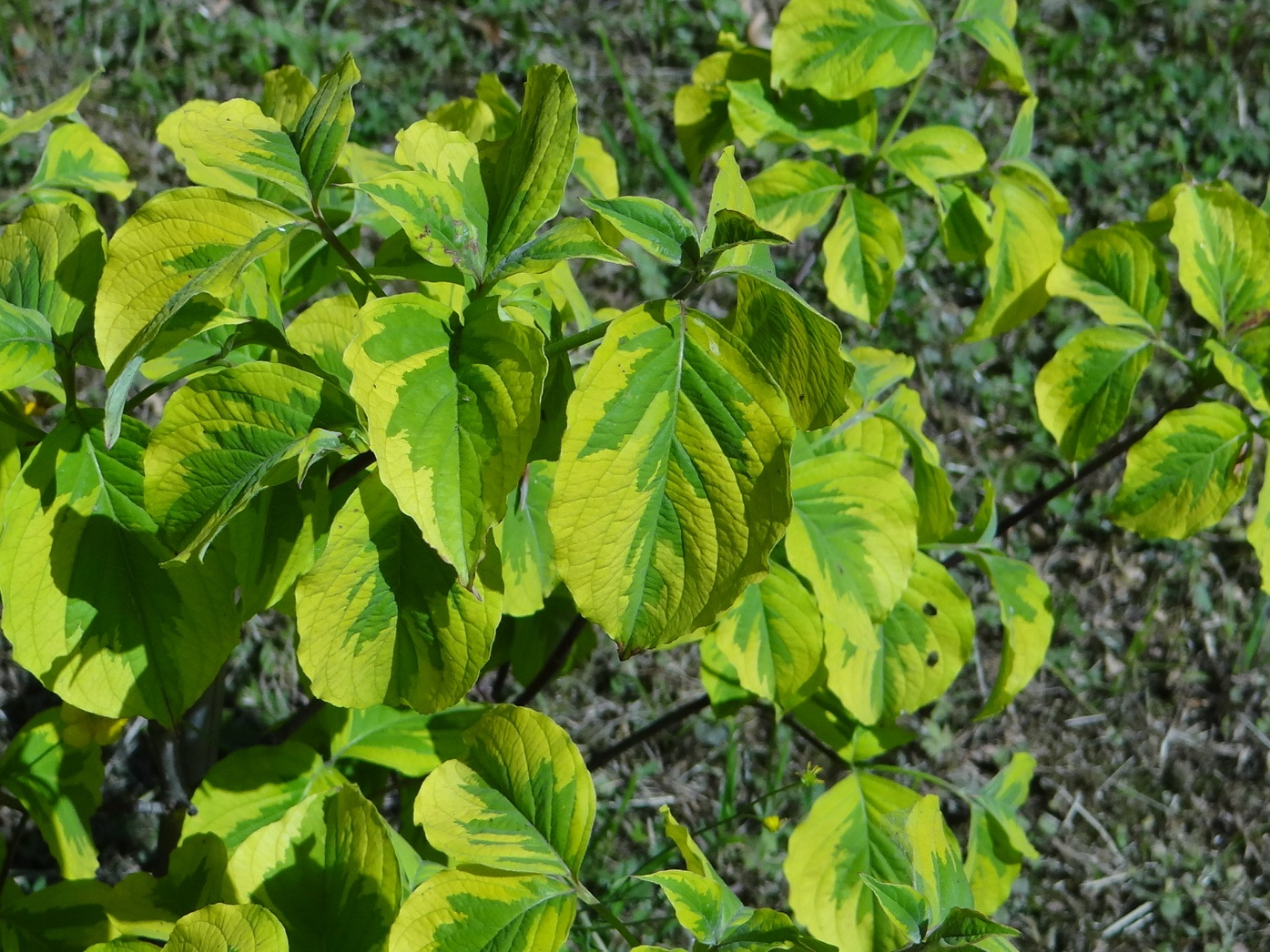
Odmiana 'Rainbow'

Dereń kwiecisty (Cornus florida L.) – gatunek krzewu z rodziny dereniowatych. Pochodzi z Ameryki Północnej, występuje głównie we wschodniej części kontynentu, od południowych części stanu Maine w USA i prowincji Ontario w Kanadzie do północnej części Florydy i wschodniej części Teksasu. Ponadto rozproszona populacja naturalnie występuje także w Meksyku w stanach Veracruz i Nuevo León. Do Europy (Anglii) sprowadzony dosyć wcześnie bo już w 1731, lecz w dalszym ciągu nie jest rośliną powszechną w uprawie. W Polsce, ze względu na przemarzanie, gatunek jest bardzo rzadko spotykany, głównie w ogrodach botanicznych. Po raz pierwszy w Polsce uprawiany był w Ogrodzie Botanicznym w Krakowie (1808).

## Morfologia
PokrójDrzewo lub wysoki krzew dorastający do 10 m wysokości, w ojczyźnie rzadko do 15 m. Rośnie wolno, 10-letnie drzewo ma nie więcej niż 5 m wysokości. Pokrój szeroki, roślina jest często szersza niż wyższa, często nieregularna. Pień często jest wielokrotny, pojedynczy osiąga do 30 cm średnicy.
PędyPędy cienkie, czasem powyginane, młode zielone, pokryte siwobiałym nalotem, starsze zielono-brązowe.
LiścieJajowato–eliptyczne, do 15 cm długości, z 5–7 parami nerwów, gładkie, z wierzchu ciemnozielone, spodem białawe. Po obu stronach pokryte przylegającymi włoskami. Jesienią przebarwiają się na kolor czerwono-karminowy do fioletowego.
KwiatyRozwijają się przed liśćmi. Są obupłciowe, drobne, zielonkawe lub żółtawe, zebrane w drobne główkowate kwiatostany o średnicy ok. 12 mm. Cztery okazałe podsadki pod kwiatostanem to rozrośnięte najbardziej zewnętrzne pary łusek „cebulkowatych” pączków kwiatostanowych, odwrotnie jajowate i na szczycie wykrojone. Pojedyncza podsadka ma około 3 cm długości (do 5 cm) i 2,5 cm szerokości. Barwa biała do czerwonej w zależności od odmiany. Rośliny kwitną przez około dwa tygodnie, w kwietniu i maju w zależności od lokalizacji.
OwocePestkowce o cylindrycznym kształcie i długości ok. 1 cm, o szkarłatnej barwie i połyskującej powierzchni, skupione po 2–10, lecz nie zrośnięte. Owoce często pozostają na drzewie w zimie. Okazy uprawiane w Europie środkowej nie owocują.
Gatunki podobneC. nutallii i dereń kousa (C. kousa) mają po 4–6 podsadek zaostrzonych na końcach, dodatkowo C. kousa ma owoce całkowicie zrośnięte.

## Ekologia
Roślina nie lubi gleb wapiennych i ubogich w składniki pokarmowe. Najlepiej rośnie na glebach żyznych, przepuszczalnych, niezbyt zbitych o obojętnym lub lekko kwaśnym odczynie. Źle reaguje na niedobory wody. Jest dość wrażliwa na mróz i w warunkach środkowoeuropejskich kwiaty są często uszkadzane. Według klasyfikacji stref mrozoodporności zaleca się uprawę w strefach 6b–9a.

## Systematyka i zmienność

### Podgatunki
Głównie ze względów geograficznych wyróżnia się dwa podgatunki:
- Cornus florida subsp. florida. wschodnia część Stanów Zjednoczonych, południowo-wschodnia Kanada (Ontario).
- Cornus florida subsp. urbiniana (Rose) Rickett (syn. Cornus urbiniana Rose). Wschodni Meksyk, (Nuevo León, Veracruz).

### Mieszańce
Znany jest mieszaniec z Cornus nuttallii oznaczany jako kultywar C. × 'Eddies White Wonder'.
Ponadto uprawianych jest wiele mieszańców powstałych ze skrzyżowania C. florida × C. kousa (syn. C. × rutgersensis) otrzymanych na State University od New Jersey. Są to np.:
- Cornus Ruth Ellen® P.P. 7732 (‘Rutlan’) – niski i rozłożysty, z konarami do ziemi, białokwitnący. Wrażliwy na mączniaka.
- Cornus Stardust® P.P. 7206 (‘Rutfan’) – niski, rozłożysty, podsadki nie zrośnięte, ostro zakończone.
- Cornus Constellation® P.P. 7210 (‘Rutcan’) – wyniosły, silniej rosnący, o gałęziach równoszerokich na całej wysokości, podsadki ostro zakończone, nie zrośnięte.
- Cornus Celestial® P.P. 7204 (‘Rutdan’) – silnie rosnący i wyrównanie szeroki, podsadki białe z zielonymi przebarwieniami, prawie okrągłe z ostrym końcem, odporny na mączniaka.
- Cornus Aurora® P.P. 7205 (‘Rutban’) – silnie rosnący, pokrój wyniosły, gałęzie do ziemi, obficie kwitnący, białe podsadki przebarwiające się w czasie kwitnienia na kremowe. Odporny na mączniaka.

### Odmiany uprawne
Znanych jest około 100 odmian uprawnych. Poniżej najczęściej spotykane, pogrupowane w zależności od najbardziej charakterystycznych cech:
Wielkokwiatowe
- 'Barton' – bardzo efektowna biała odmiana, lecz głównie na ciepłe stanowiska.
- 'Cloud 9' – wcześnie i obficie kwitnie, drzewo dorasta do 4,5 m wysokości i 6 m szerokości.
- 'Junior Miss' – odmiana odporna na plamistość liści, podsadki duże, różowe.
- 'Spring Grove' – bardzo obficie kwitnie ze względu na potrójna liczbę pąków na końcach pędów.
- 'Spring Time' – wyróżniają ją kwiatostany o bardzo dużych podsadkach, duża wytrzymałość na mróz.

Różowe lub czerwone kwiaty
- C. florida f. rubra – różowe kwiaty i czerwone liście jesienią. Forma dość często obecna wraz z okazami typowymi na stanowiskach naturalnych.

- 'Cherokee Chief' – różowe do czerwonych podsadki kwiatów, czerwone liście jesienią, wymiary drzewa – 6 m wysokości x 6 m szerokości.
- 'Cherokee Sunset™' – kwiatostany ciemnoróżowe, liście żółto obrzeżonymi.
- 'Red Beauty' – czerwone podsadki i kompaktowy charakter wzrostu.

Ulistnienie z przebarwieniami
- 'Cherokee Daybreak™' – białe kwiaty, brzeg liści z białą obwódką. Liście odporne na poparzenia słoneczne.
- 'Cherokee Sunset™' – kwiaty ciemnoróżowe do jasnoczerwonych, liście zielone z żółtą obwódką, jesienią przebarwiają się na czerwono.
- 'First Lady' – liście z żółtą lub białą obwódką, kwiaty białe.
- 'Welchii' – zielone liście z różowymi przebarwieniami i wrażliwe na upał, kwiaty białe.

Nietypowy charakter wzrostu
- 'Compacta' – bardzo powolny charakter wzrostu.
- 'Fastigiata' – odmiana biało kwitnąca, charakterystycznie wzniesione gałęzie.
- 'Pendula' – nieregularny pokrój korony ze zwisającymi gałęziami.
- 'Pygmaea' – wzrost karłowy, korona kulista, kwiaty biało kwitnące.
- 'Salicifolia' – odmiana wolnorosnąca, kształt korony kulisty, liście wąskie jak u wierzby. Nie kwitnie.

## Zastosowanie
Roślina uprawnaSadzona w parkach, wzdłuż dróg jako roślina ozdobna, zarówno ze względu na bardzo obfite i spektakularne wiosenne kwitnienie jak i na charakterystyczny wygląd liści oraz interesującą barwę jesienią.
Surowiec drzewnyJest to jeden z najtwardszych i niezniszczalnych gatunków drewna. Wytwarza się często z niego elementy wymagające wytrzymałości np. czółenka w tkalniach, wielokrążki, oprawy do narzędzi, czy nawet główki kijów golfowych. Indianie z derenia kwiecistego w przeszłości często wytwarzali groty do strzał.
Roślina leczniczaW medycynie indiańskiej aromatyczna kora i korzenie stosowane jako lekarstwo na malarię (zawierają alkaloid o nazwie cornin). Ponadto Indianie z korzeni pozyskiwali czerwony barwnik a początek kwitnienia wyznaczał termin przygotowania gleby, natomiast koniec sadzenie kukurydzy.

## Uprawa
WymaganiaNajlepiej jest sadzić derenia na wilgotnym stanowisku, gdzie roślina jest dobrze oświetlona od rana i w półcieniu po południu. Należy unikać stanowisk gdzie będzie wystawiona na źródła ciepła (np. różnego rodzaju maszyny, samochody), bądź na uszkodzenia pnia lub korzeni gdyż łatwo prowadzi to do różnych chorób. Dereń nie należy do roślin tolerujących wysokie zasolenie gleby. Rośliny w okresie upałów i suszy powinny być co najmniej raz w tygodniu nawadniane. Zamierające pędy i liście należy usuwać, aby likwidować źródła ewentualnych infekcji.
RozmnażanieNajprostszym sposobem rozmnażania jest metoda generatywna. Nasiona wysiewa się jesienią w trociny lub piasek. Współczynnik kiełkowania jest wysoki i może osiągnąć nawet 100% o ile wcześniej przeprowadzono stratyfikację w temperaturze 4C° przez okres 90-120 dni. Odmiany ozdobne należy jednak rozmnażać wegetatywnie. Jedną z metod jest pobieranie sadzonek zielnych późną wiosną lub wczesnym latem, które po potraktowaniu 8.000 – 10.000 ppm IBA ukorzenia się w temperaturze od 0-7 °C. Inną często stosowaną metodą jest okulizacja lub szczepienie przez stosowanie. Derenia kwiecistego można również rozmnażać za pomocą kultur tkankowych.
Ochrona roślinNajważniejszą chorobą występująca na dereniu jest antraknoza derenia (zgorzel) powodowana przez grzyb z rodzaju Discula sp. Choroba objawia się brunatnymi plamami z różową obwódką na liściach, a następnie zamieraniem pędów i zrakowaceniami pnia prowadzącymi w końcu do śmierci drzewa. Inną, już nie prowadząca do śmierci chorobą, lecz bardzo osłabiająca drzewo, jest plamistość liści powodowana przez grzyb Septoria cornicola. Obie choroby zwalcza się chemicznie wykonując opryski pestycydami wczesną wiosną.
Ponadto derenie mogą cierpieć na wiele chorób fizjologicznych związanych z nieprawidłowymi warunkami wzrostu, kiepskim stanowiskiem czy pielgnacją. Nie ma wyspecjalizowanych szkodników derenia kwiecistego, jednakże mogą być atakowane przez wszystkożerne szkodniki takie jak np. mszyce lub przędziorki, bądź też wiele larw motyli powodujących uszkodzenia liści bądź pędów.